# Adolphe Hanoteau
Adolphe Hanoteau, francoski general in afrikanist, * 12. junij 1814, Decize, † 17. april 1897, Decize.
Zaradi svojega vojaške dela v Severni Afriki se je posvetil znanstvenemu preučevanju jezikov in kulture severnoafriških plemen. Posledično je postal dopisni član Académie des inscriptions et belles-lettres.